# 월트 사이먼슨
월터 "월트" 사이먼슨(영어: Walter "Walt" Simonson, 1946년 9월 2일 ~ )은 미국의 만화가이다. 1983년부터 87년까지 마블 코믹스의 《토르》 시리즈의 글과 그림을 담당한 것으로 유명하며 이때 베타 레이 빌 캐릭터를 창조해냈다. 마블에서 《엑스팩터》와 《판타스틱 포》도 담당했으며 DC 코믹스에서는 《디텍티브 코믹스》, 《메탈맨》 등을 담당했다.